# Schmidthausen
Schmidthausen ist ein Weiler in Halver im Märkischen Kreis im Regierungsbezirk Arnsberg in Nordrhein-Westfalen (Deutschland).

## Lage und Beschreibung
Schmidthausen liegt auf 380 Meter über Normalnull im südöstlichen Halver an der Landesstraße L 528 auf der Wasserscheide der Flusssysteme von Wupper und Volme unmittelbar an der Stadtgrenze zu Kierspe. Nachbarorte sind  Wegerhof, Hohl, Schneehohl, Wilhelmshöh, Hagebücherhöh, Brüninghausen, Schulten Hedfeld und Hinterhedfeld, sowie die Kiersper Ortsteile Kiersper Löh, Mühlen-Schmidthausen, Neuenhaus, Lohfeld und Romberg.

## Geschichte
Schmidthausen wurde erstmals 1277 urkundlich erwähnt, die Entstehungszeit der Siedlung wird aber für den Zeitraum zwischen 630 und 700 in der Zeit der zweiten sächsischen Landnahme vermutet. Somit ist Schmidthausen eine der frühen Siedlungen in Halver.
1818 lebten 36 Einwohner im Ort. Laut der Ortschafts- und Entfernungs-Tabelle des Regierungs-Bezirks Arnsberg wurde Schmidthausen als Oberschmidthausen bezeichnet, als Hof kategorisiert und besaß 1838 eine Einwohnerzahl von 45, allesamt evangelischen Glaubens. Der Ort gehörte zur Bergfelder Bauerschaft innerhalb der Bürgermeisterei Halver und besaß sechs Wohnhäuser und drei landwirtschaftliche Gebäude.
Das Gemeindelexikon für die Provinz Westfalen von 1887 gibt eine Zahl von 54 Einwohnern an, die in acht Wohnhäusern lebten.
An Schmidthausen verlief auf der Trasse der heutigen Landesstraße L528 eine Altstraße von Halver über Wipperfürth, Halver, Kierspe nach Meinerzhagen vorbei, der Hileweg, ein bedeutender frühmittelalterlicher (nach anderen Ansichten bereits frühgeschichtlicher) Handels-, Pilger- und Heerweg. Aus diesem Grunde haben sich nordwestlich von Schmidthausen Hohlwege im Wald erhalten.